# Jacqueline du Pré
Jacqueline Mary du Pré (ur. 26 stycznia 1945 w Oksfordzie, zm. 19 października 1987 w Londynie) – angielska wiolonczelistka, zaliczana do grona wirtuozów tego instrumentu. Była żoną dyrygenta i pianisty Daniela Barenboima.

## Dzieciństwo
Ojciec Jacqueline, Derek du Pré, był księgowym. Matka, Iris Greep, była pianistką, uczyła w Royal Academy of Music w Londynie. Rodzice poznali się w 1938 roku w Zakopanem: Derek przyjechał do Polski jako turysta, zaś Iris studiowała grę na fortepianie. Pobrali się w 1940 roku w Londynie.
Pierwsze lekcje gry na wiolonczeli Jacqueline odebrała od matki, która komponowała dla niej krótkie utwory urozmaicane rysunkami. W wieku pięciu lat rozpoczęła naukę w szkole muzycznej London Cello School. Jako dziecko zaczęła zdobywać nagrody w lokalnych konkursach, rywalizując często z siostrą, Hilary – flecistką.
W latach 1966–1961 uczęszczała do Guildhall School of Music w Londynie, gdzie jej nauczycielem był William Pleeth. Potem lekcji udzielali jej: Pablo Casals, Paul Tortelier, Mstisław Rostropowicz.
Jacqueline była drugim dzieckiem w rodzinie – miała starszą siostrę, Hilary i młodszego brata, Piersa. Po śmierci Jacqueline jej rodzeństwo wydało książkę opisującą życie siostry pt. Geniusz w rodzinie. Na jej podstawie powstał kontrowersyjny film Hilary i Jackie z Emily Watson w roli Jacqueline.

## Koncert wiolonczelowy Edwarda Elgara
Międzynarodowa kariera du Pré zaczęła się od wykonania koncertu wiolonczelowego e-moll Edwarda Elgara. Tym utworem debiutowała w 1962 roku jako solistka z BBC Symphony Orchestra pod batutą Rudolfa Schwarza. Wykonała go ponownie rok później na festiwalu The Proms - dyrygował Malcolm Sargent. Jej interpretacja tego koncertu została przyjęta entuzjastycznie przez publiczność i krytykę - wykonywała go na festiwalu przez kolejne trzy lata. Du Pré stała się ulubienicą The Proms, koncertując regularnie do 1969 roku.
W 1965 roku Jacqueline dokonała nagrania koncertu Elgara dla wytwórni EMI. Towarzyszyła jej London Symphony Orchestra, dyrygował sir John Barbirolli. Nagranie to przyniosło jej międzynarodową sławę. Zostało uznane za wzór interpretacji tego utworu i do dziś jest wznawiane i wydawane. W tym samym roku wiolonczelistka zadebiutowała w Carnegie Hall w Nowym Jorku - również wykonując koncert Elgara.

## Międzynarodowa kariera
Du Pré występowała z najsłynniejszymi orkiestrami: Berliner Philharmoniker, London Symphony Orchestra, London Philharmonic Orchestra, New York Philharmonic, Philadelphia Orchestra, Israel Philharmonic Orchestra, Los Angeles Philharmonic Orchestra. Współpracowała z takimi dyrygentami jak: Leonard Bernstein, Zubin Mehta, Daniel Barenboim, Adrian Boult, Antal Doráti.
Jej przyjaźń z wybitnymi muzykami: Yehudim Menuhinem, Itzhakiem Perlmanem, Zubinem Mehtą i Pinchasem Zukermanem oraz małżeństwo z Danielem Barenboimem zaowocowały wieloma znakomitymi nagraniami muzyki kameralnej. Wykonanie kwintetu fortepianowego A-dur "Pstrąg" Schuberta stało się inspiracją dla filmu dokumentalnego The Trout, zrealizowanego przez Christophera Nupena. Sfilmował on również jeden z występów du Pré z koncertem Elgara, tworząc obraz dokumentalny zatytułowany Jacqueline du Pré and the Elgar Cello Concerto.
Jacqueline koncertowała na znakomitych instrumentach, m.in. dwóch Stradivariusach. Oba zostały jej podarowane przez matkę chrzestną, Ismenę Holland. W latach 1961–1964 grała na wiolonczeli z 1673 roku, dziś nazywanej Stradivariusem du Pré. Następnym jej instrumentem był Davidov Stradivarius z roku 1712, należący do wybitnego XIX-wiecznego wiolonczelisty Karła Dawydowa. Du Pré dokonała na nim większości swych nagrań, w tym nagrania koncertu Elgara z sir Johnem Barbirollim. Dziś na tym instrumencie koncertuje Yo-Yo Ma.
W latach 1969–1970 Jacqueline grała na XVIII-wiecznej wiolonczeli Francesco Goffrillera. Pod koniec kariery kupiła współczesną wiolonczelę autorstwa amerykańskiego lutnika Sergio Peressona. Na niej po raz drugi - "na żywo" - nagrała koncert Elgara oraz w grudniu roku 1971 sonaty Chopina i Francka z Danielem Barenboimem. Było to ostatnie studyjne nagranie w jej karierze.
Około 1969 roku du Pré zaczęła skarżyć się na zaburzenia czucia w palcach oraz drżenie kończyn. Objawy wpływały negatywnie na jej grę. W 1972 roku występowała rzadko. Przyczyny jej problemów zdrowotnych pozostawały niewyjaśnione. W 1973 roku po raz ostatni wystąpiła publicznie. W styczniu odbyła tournée po Ameryce Północnej, podczas którego objawy przybierały na sile bądź ustępowały. W lutym wystąpiła w Londynie, wykonując koncert Elgara z Zubinem Mehtą i New Philharmonia Orchestra, oraz w Nowym Jorku – miała tam czterokrotnie wystąpić z koncertem podwójnym Brahmsa. Partnerowali jej Pinchas Zukerman i Leonard Bernstein oraz New York Philharmonic. Zagrała trzy koncerty, jednak problemy z koordynacją ruchów pogłębiały się – o porzuceniu kariery przesądziły narastające trudności w ocenie wagi smyczka. Ostatni koncert odwołała. Zastąpił ją Isaac Stern, wykonując koncert skrzypcowy Mendelssohna.

## Życie prywatne
Du Pré i Barenboim poznali się w wigilię 1966 roku. Pobrali się pół roku później w Jerozolimie, po przejściu Jacqueline na judaizm. Ich związek zaowocował wybitnymi koncertami oraz nagraniami, w których Barenboim uczestniczył jako dyrygent i pianista. Przez krytykę byli porównywani do innej pary genialnych muzyków – Klary i Roberta Schumannów.
Choroba pojawiła się u Jacqueline około 24 roku życia. Poza zaburzeniami czucia dokuczała jej silna zmienność nastrojów. Zaczęła cierpieć na nerwice, pojawił się też kryzys w małżeństwie z Barenboimem. Du Pré wdała się w romans z mężem swojej siostry Hilary. Historia ta została opisana w filmie Hilary i Jackie. Córka Hilary polemizowała później z wersją wydarzeń swojej matki twierdząc, że znerwicowana i zagubiona Jacqueline została uwiedziona przez jej ojca.
Po czterech i pół roku zmagań z dolegliwościami, których przyczyny wciąż były nieznane, Jacqueline zrezygnowała z grania. W lutym 1973 roku, w wieku 28 lat po raz ostatni wystąpiła publicznie. W październiku tego roku zdiagnozowano u niej stwardnienie rozsiane.
Na początku lat '80 Barenboim związał się z rosyjską pianistką Jeleną Baszkirową. Ukrywał ten fakt przed du Pré. Wkrótce Baszkirowa urodziła syna Davida (1982) oraz Michaela (1985). Barenboim mieszkał z nimi, ale do końca życia Jacqueline pozostał formalnie jej mężem.
Jacqueline du Pré zmarła w 1987 roku w Londynie w wieku 42 lat.